# Palindrome
 (février 2025).
Si vous disposez d'ouvrages ou d'articles de référence ou si vous connaissez des sites web de qualité traitant du thème abordé ici, merci de compléter l'article en donnant les références utiles à sa vérifiabilité et en les liant à la section « Notes et références ».
Pour les articles homonymes, voir Palindrome (homonymie).
Pour une plus grande liste, voir Liste de palindromes français.
Le palindrome (adjectif et substantif masculin), du grec πάλιν / pálin (« en arrière ») et δρόμος / drómos (« chemin, voie »), aussi appelé palindrome de lettres, est une figure de style désignant un mot ou une phrase dont la séquence de lettres reste la même, qu'on les lise de gauche à droite ou de droite à gauche,, comme dans la phrase « Ésope reste ici et se repose » ou encore « La mariée ira mal » à un accent près.

## Description
Le palindrome est un cas particulier d'anacyclique (lequel est lui-même un cas particulier d'anagramme) comme « suce|écus », pour lequel la signification est la même dans les deux sens de lecture.
Il est communément admis que l'on ne tient pas compte des signes diacritiques (accents, trémas, cédilles) ni des espaces. Cependant, rien n'interdit de choisir des règles plus strictes.
On peut distinguer les palindromes possédant un nombre pair de lettres, dans lesquels l'axe de symétrie passe entre deux exemplaires de la même lettre (« élu par cet|te crapule »), des palindromes à nombre impair de lettres, dont une « lettre-pivot » occupe le centre (« Ésope reste ici et se repose »).
Par extension, il existe des palindromes musicaux où les notes de musique de la phrase musicale peuvent se lire indifféremment dans les deux directions, des palindromes mathématiques où les chiffres et symboles mathématiques se lisent dans les deux sens, des dates palindromes, des heures palindromes, etc.
Bien que pratiqué de longue date (les palindromes étaient aussi appelés autrefois sotadiques, du poète grec Sotadès (300 av. J.-C.) qui passe pour les avoir inventés), le palindrome fut souvent considéré comme un jeu mineur. Il fut popularisé par le groupe littéraire Oulipo dans la seconde moitié du XXe siècle, avec des auteurs comme Georges Perec et son « Grand Palindrome » (1969). 
En 2020, Jacques Perry-Salkow et Frédéric Schmitter publient le plus long palindrome existant en langue française, totalisant 10 001 lettres. Ce texte contient des phrases du genre "Ni mage, ni paria, je suis né de la rude nue, fer, acier, une mer acide, né d’un éden si usé ! J’en recueille ici la parole, l’océan, l’unicité".

## Quelques exemples

### Mots palindromes
Les mots palindromes sont parfois nommés « palindromes naturels », bien que cette appellation ne convienne pas aux langues agglutinantes (ex : Gnutötung « mise à mort de gnou » en allemand). Ainsi, les mots radar, rotor, kayak, été, ici, tôt, rêver, réifier, ressasser, bob… sont des mots palindromes.
Il peut s'agir également de noms propres, comme les prénoms Bob, Ève, Anna, Otto, Aviva, Natan, Neven, Hannah et Ekitike, les villes de Matam (Sénégal), Sées, Laval, Noyon, Callac, Selles ou Senones en France, de Neuquen en Argentine ou de Qaanaaq au Groenland, la rivière Erdre, le groupe de musique ABBA, le diplomate Léon Noël, le personnage de Stanley Yelnats dans le film La Morsure du lézard, la danseuse de flamenco Sara Baras, ou l'acteur Robert Trebor (ce dernier nom est toutefois un pseudonyme).
On peut encore citer comme exemple malayalam, nom d'une langue de l'Inde parlée dans l'État de Kerala, ou Wassamassaw (en), nom d'un marais de Caroline du Sud.

### Expressions et phrases-palindromes
Les difficultés de composition de palindromes en français sont notamment dues à la grande fréquence du e muet et de digrammes ou trigrammes particuliers comme « ch », « qu », « au », « eau » ou « ain ». Cependant, la littérature est abondante :
- « À révéler mon nom, mon nom relèvera » (Cyrano de Bergerac)[10];
- « Eh ! ça va, la vache ? » (Louise de Vilmorin, dans son recueil L'alphabet des aveux)[10],[11];
- « L'ami naturel ? Le rut animal. » (Louise de Vilmorin, dans son recueil L'alphabet des aveux)[10];
- « Ta bête te bat. » (Louise de Vilmorin, dans son recueil L'alphabet des aveux)[10];
- « Engage le jeu que je le gagne » (Alain Damasio)[11];
- « À l'étape, épate-la ! » (Louise de Vilmorin)[11];
- « La mère Gide digère mal » (Louis Scutenaire)[11];
- « Léon, émir cornu, d'un roc rime Noël » (Charles Cros)[10];
- « Ésope reste ici et se repose » et « Éric notre valet alla te laver ton ciré », où « Éric » peut être remplacé par « Luc » (Jacques Capelovici)[11];
- « Et la marine va venir à Malte » (Victor Hugo)[11];
- « Tu l'as trop écrasé, César, ce Port-Salut » (Victor Hugo)[11];
- « Émile-Éric, notre valet, alla te laver ton ciré élimé » (Georges Perec)[11].

Certains auteurs ont voulu porter le palindrome à ses limites.
Le mot « palindrome » lui-même peut s'inscrire dans des palindromes autoréférents : « caser vite ce palindrome ne mord ni lape cet ivre sac », ou « ni palindrome ne mord ni lapin ». Georges Perec l'a également utilisé dans le long palindrome publié dans La Clôture.

## Élargissement de la notion
On élargit parfois la notion de palindrome, en ne se limitant plus à l’ordre des lettres ou des symboles, mais à des segments plus larges ou à des notions non linguistiques.
On peut mentionner des palindromes syllabiques, comme :
- « Laconique Nicolas » (la co ni que ni co la)
- « De la salade » (de la sa la de)
- « Si Didon rêvait là-haut, Théo la verrait donc d'ici » [13]

On peut mentionner ce distique de Luc Étienne :
Quand de deux maux la patrie délivre la Française, cher passé,
C'est pas cher seize francs la livre des tripes à la mode de Caen
On peut mentionner ces vers de Georges Perec :
L'eau celant Lancelot
Gauvain devint Goth
Perceval avale ce père
Oh, le gars Galehaut...
On peut mentionner des palindromes de mots :
- « Papa aime Maman, Maman aime Papa » (refrain d'une chanson de Georges Guétary).
- « Place là, de loin, les fous ; petit à petit fous-les loin de la place »[13].

On peut mentionner des palindromes de vers :
La petite brise la glace
Pour pêcher avec son ami
Il lui faudrait un autre lieu.
Mais le vent est beaucoup trop froid :
Il lui faudrait un autre lieu
Pour pécher avec son ami :
La petite brise la glace
Nicolas Graner note que pêcher n'est pas pécher ; que le premier lieu est un poisson alors que le second est un endroit, et que presque tous les mots du premier vers changent de sens et de nature dans le dernier.
Il existe aussi :
- Des palindromes de répliques dans un dialogue, comme le canon à l'écrevisse dans Gödel, Escher, Bach de Douglas Hofstadter ;
- Des palindromes de phrases ;
- Des palindromes de chapitres dans un livre. Un exemple est le roman imaginaire La Crypte, cité par Georges Perec dans son roman 53 jours, qui possède une structure de ce type.

Le palindrome est une contrainte littéraire difficile lorsqu'il s'agit de composer un texte d'une certaine longueur. Le sens du texte peut alors paraître obscur. Le « Grand Palindrome », publié en 1969 par Georges Perec sous le titre 9691, resta pendant longtemps le plus long existant connu en français, avec 5 566 lettres, soit le produit de la multiplication palindrome 11*23*2*11. Le « record mondial » est détenu par Pitkä palindromi, un palindrome en finnois composé par Teemu Paavolainen en 1992 avec 49 935 caractères.

### Palindromes sonores (ou phonémiques)
Un palindrome sonore est une expression dans laquelle la suite phonémique (les phonèmes successifs) est réversible.
Exemple : 
- une Slave valse nue

La suite phonémique étant ici : / y n ə s l a v ə v a l s ə n y /.
Autres exemples :
- Angèle et Laurent enrôlaient les gens
- Dis beau lama t'as mal au bide

### Palindromes graphiques

andin basnoda a une epouse qui pue, palindrome vertical de Georges Perec

L'écrivain Georges Perec, membre de l'Oulipo et auteur de nombreux palindromes, a créé un ambigramme rotationnel,. Sa phrase, « andin basnoda a une epouse qui pue », pivote à 180° dans une typographie classique telle qu'Arial, si l'on adapte les espaces. La police de caractères Basnoda du graphiste et typographe français Pierre di Sciullo est née en hommage à cet ambigramme que Perec nommait « palindrome vertical »,.

### Calendrier
Certaines dates peuvent être palindromes sous leur forme numérique.
On y trouve notamment au XXIe siècle :
- le 10 février 2001, la première « date palindrome » du siècle (sous le format jj/mm/aaaa) : 10/02/2001 (1002|2001) ;
- puis, sous le même format : les 20/02/2002, 11/02/2011, 21/02/2012, 02/02/2020, 12/02/2021, 22/02/2022, 03/02/2030, 13/02/2031, 23/02/2032, 04/02/2040, 14/02/2041, 24/02/2042…
- ou encore sous le format j/m/aaaa (c'est-à-dire le format où les chiffres des dizaines du jour ou du mois sont omis quand correspondant au zéro) : 1/10/2011 (1102011) pour le 1er octobre 2011, 2/10/2012 (2102012) pour le 2 octobre 2012 et ainsi de suite 3/10/2013, 4/10/2014, 5/10/2015, 6/10/2016, 7/10/2017, 8/10/2018 et 9/10/2019.

Le palindrome est la raison pour laquelle la date du 20 février 2002 fut choisie pour l'inauguration du parc Vulcania. L'heure de la cérémonie qui débuta à 20h02[réf. souhaitée] est elle-même un palindrome horaire. La date du 20 février 2002 constitue un « double palindrome » (2002 2002) comme le fut celle du 11 novembre 1111 (1111 1111) et le seront celles du 21 décembre 2112 (2112 2112) et du 30 mars 3003 (3003 3003).
Pour le 2 février 2020, cette date, contrairement aux autres du XXIe siècle, est un palindrome en format jj/mm/aaaa et en format américain (mm/jj/aaaa) : 0202|2020 dans les deux formats, mais également en format ISO 8601 (aaaa-mm-jj : 2020|0202), qui lui vaut d’être qualifiée de « palindrome universel ». Le précédent étant le 11 novembre 1111, époque où les dates ne s’écrivaient pas sous ces formats entièrement numériques.
L'année 2021 est une date palindrome dans le calendrier holocène, comme l'a souligné l'essayiste Florian Gouthière – vulgarisateur de l'intérêt de ce système de décompte des dates. Il s'agit de la seule année palindrome du siècle dans ce système.
Le 22 février 2022, le quotidien Libération consacre un numéro spécial avec un dossier sur les palindromes, des tutoriels sur la création de palindromes et d'ambigrammes ou encore une grille de mots croisés palindrome. Cette date est également la dernière de l'histoire où, dans le calendrier grégorien, à une heure donnée de la journée, il était possible d'écrire jj/m/aa hh:mm:ss avec onze fois le même chiffre.

### Heures
- On peut relever seize heures palindromes dans une journée[réf. souhaitée] :

00:00     04:40    12:21     20:02 

01:10     05:50    13:31     21:12

02:20     10:01    14:41     22:22

03:30     11:11    15:51     23:32

### Mathématiques
Pour tout n, la suite des coefficients du développement de (a+b)n forment un palindrome (ici représenté sous la forme du triangle de Pascal) :
| n = 0 : |   |   |   |   |    |    |    |    | 1  |    |    |    |    |   |   |   |   |
| n = 1 : |   |   |   |   |    |    |    | 1  |    | 1  |    |    |    |   |   |   |   |
| n = 2 : |   |   |   |   |    |    | 1  |    | 2  |    | 1  |    |    |   |   |   |   |
| n = 3 : |   |   |   |   |    | 1  |    | 3  |    | 3  |    | 1  |    |   |   |   |   |
| n = 4 : |   |   |   |   | 1  |    | 4  |    | 6  |    | 4  |    | 1  |   |   |   |   |
| n = 5 : |   |   |   | 1 |    | 5  |    | 10 |    | 10 |    | 5  |    | 1 |   |   |   |
| n = 6 : |   |   | 1 |   | 6  |    | 15 |    | 20 |    | 15 |    | 6  |   | 1 |   |   |
| n = 7 : |   | 1 |   | 7 |    | 21 |    | 35 |    | 35 |    | 21 |    | 7 |   | 1 |   |
| n = 8 : | 1 |   | 8 |   | 28 |    | 56 |    | 70 |    | 56 |    | 28 |   | 8 |   | 1 |
| ...     |   |   |   |   |    |    |    |    |    |    |    |    |    |   |   |   |   |

### Informatique - Théorie des langages
Le langage des palindromes est un langage algébrique mais pas un langage rationnel[réf. nécessaire]. Voici une grammaire algébrique qui engendre tous les palindromes sur l'alphabet {\displaystyle \{a,b\}} :
{\displaystyle {\begin{array}{l}S\rightarrow \epsilon \\S\rightarrow a\\S\rightarrow b\\S\rightarrow aSa\\S\rightarrow bSb\end{array}}}
où {\displaystyle \epsilon } est le mot vide et {\displaystyle S} est un symbole non terminal. C'est un langage non ambigu.
De plus, le langage des palindromes n'est pas un langage algébrique déterministe, c'est-à-dire qu'il n'est pas reconnu par un automate à pile déterministe[réf. nécessaire].
Un programme de la machine de Turing est capable de détecter les palindromes : pour tester si un mot binaire écrit (en symboles 0 et 1) sur son ruban est un palindrome, la machine exécute un calcul, selon plusieurs étapes décrites sur une table d'action, jusqu'à atteindre l'état OUI ou l'état NON.

### Musique
Le système occidental à douze sons par octave (douze demi-tons ou gamme chromatique) est un palindrome musical "matriciel". La gamme par tons, soit six sons par octave, en est un autre ; mais aussi le mode Dorien de notre gamme majeure (sept sons par octave) bien connue, soit Ré-Mi (un ton), Mi-Fa (1/2), Fa-Sol (un), Sol-La (un), La-Si (un), Si-Do (1/2), Do-Ré (un). De même l’intervalle (deux sons) de trois tons (six demi-tons), qui fut jadis appelé diabolus in musica, soit par exemple Fa-Si (trois tons), Si-Fa (trois tons). Ou encore l’accord de trois sons dit augmenté, soit Do-Mi (deux tons), Mi-Sol# (deux), Sol#-Do (deux). Dans notre système musical à douze sons, il existe 64 palindromes musicaux "matriciels".

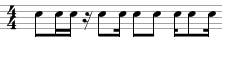
Cáscara

Toujours en musique mais plutôt sur la rythmique, la Cáscara est un palindrome, car l’espace entre chaque note a une symétrie dont l’axe est situé entre la fin du deuxième et le début du troisième temps.

### Bande dessinée
En 1903, Gustave Verbeck crée The Upside-Downs of Little Lady Lovekins and Old Man Muffaroo, une série d’une soixantaine de bandes dessinées où, pour savoir la suite, il faut tourner le dessin à l’envers, le texte étant écrit dans les deux sens.
Le cinquième épisode de Watchmen d’Alan Moore et Dave Gibbons, « Terrible Symétrie », propose un découpage dans lequel la première planche a son image-miroir dans la dernière et ainsi de suite avec une double page centrale à la disposition symétrique.
Nogegon, le tome 3 des Terres creuses de Luc et François Schuiten a une structure en palindrome.
Dans la série de De cape et de crocs, la Palindromie est une région de la Lune dont les habitants portent des noms en palindrome (comme Sabarabas), affichent des tenues vestimentaires et des postures entièrement symétriques, et ne s’expriment que par palindromes (par exemple « Ohé ! Toi, la galiote ! Ho ! »).
Le livre d'Étienne Lécroart "Cercle vicieux" est un palindrome de 179 cases. Il a par ailleurs créé plusieurs histoires en palindrome plus courtes.

### Biologie
En génétique, une séquence palindromique est une séquence d'acide nucléique — ADN ou ARN — identique lorsqu'elle est lue dans le sens 5' → 3' sur un brin ou dans le sens 5' → 3' sur le brin complémentaire. C'est donc une extension de la notion de palindrome, puisque le message est bien lu de manière identique dans les deux sens, mais pas sur le même brin. C'est une conséquence de la structure en double hélice antiparallèle de l'ADN.[réf. nécessaire]
Exemple:
5' - TCCGGA - 3', la séquence correspondante sera, sur le brin antiparallèle :
3' - AGGCCT - 5'
Les séquences palindromiques sont fréquemment des sites de reconnaissance de protéines interagissant avec l'ADN. C'est en particulier le cas des enzymes de restriction dont la fonction est de cliver les deux brins l'ADN à des sites spécifiques, mais aussi de certains facteurs de transcription qui interviennent dans l'expression des gènes.
Cette séquence palindromique a un intérêt tout particulier dans le cadre des fonctions normales des enzymes de restriction ou des facteurs de transcription, permettant la reconnaissance spécifique au sein d'une longue séquence nucléotidique ou du génome d'un site particulier.
Cette propriété est particulièrement utile dans le but d'identifier une séquence d'ADN donnée au sein d'un gène, afin de le caractériser sans ambigüité. Si lors d'une mutation, la séquence palindromique est modifiée, l'enzyme spécifique de cette séquence ne pourra plus la reconnaître, et donc ne pourra plus agir en coupant l'ADN. L'identification de cette séquence différente et plus longue par la technique d'électrophorèse permettra la confirmation d'une maladie génétique par exemple.[réf. nécessaire]

## Figures proches
- Figure "mère" : ambigramme
- Figures "filles" : nombre palindrome, carré magique
- Paronymes : palimpseste
- Synonymes : aucun
- Antonymes : aucun

## Référence dans la culture
- L'astéroïde (192291) Palindrome porte ce nom en référence au fait que sa désignation permanente (192291) est un palindrome.
- Dans l'épisode Le Fabricant de Jouets (2023) de la série Doctor Who, l'antagoniste de l'épisode utilise un palindrome musical (Do-Mi-Sol-Do-Sol-Mi-Do) pour contrôler l'esprit des gens, sous la forme d'un arpège classique.